# Solowire
Solowire is een bestuurslaag in het regentschap Demak van de provincie Midden-Java, Indonesië. Solowire telt 2188 inwoners (volkstelling 2010).